# Jules Dufaure
Jules Armand Stanislas Dufaure [ejtsd: düfór] (Saujon (Charente-Maritime), 1798. december 4. – Rueil-Malmaison, 1881. június 27.) francia ügyvéd, politikus. A Harmadik Francia Köztársaság 1., 5. és 9. miniszterelnöke, a Francia Akadémia tagja.

## Pályafutása
Középfokú tanulmányait az Oratoriánusok vendôme-i iskolájában végezte, majd jogot tanult Párizsban. 1824-től Saintes-ben, majd Bordeaux-ban lett bírósági hatáskörrel rendelkező ügyvéd. Védőbeszédei tették híressé, amelyeket nem fogalmazott meg előre. 1834-ben Charente-Maritime képviselőjeként csatlakozott az alkotmányos szabadelvű párthoz, a nemzetgyűlésben feltűnést keltett szónoklataival. 1836-ban Thiers miniszterelnöksége alatt államtanácsossá nevezték ki, de Thiers bukása után lemondott, és az ellenzékhez pártolt. 1839 májusától 1840 februárjáig a közmunkaügyi minisztérium élén állt Nicolas Jean-de-Dieu Soult kormányában, és támogatta a franciaországi vasúthálózat kiépítésének tervét. Azután ismét ellenzéki álláspontra helyezkedett. 1846-ban Alexis de Tocqueville-lel, Adolphe Billault-val, Francisque de Corcelles-lel és Gustave Rivet-vel megalapította a Jeune Gauche  pártot, s amelynek vezetője is lett. 

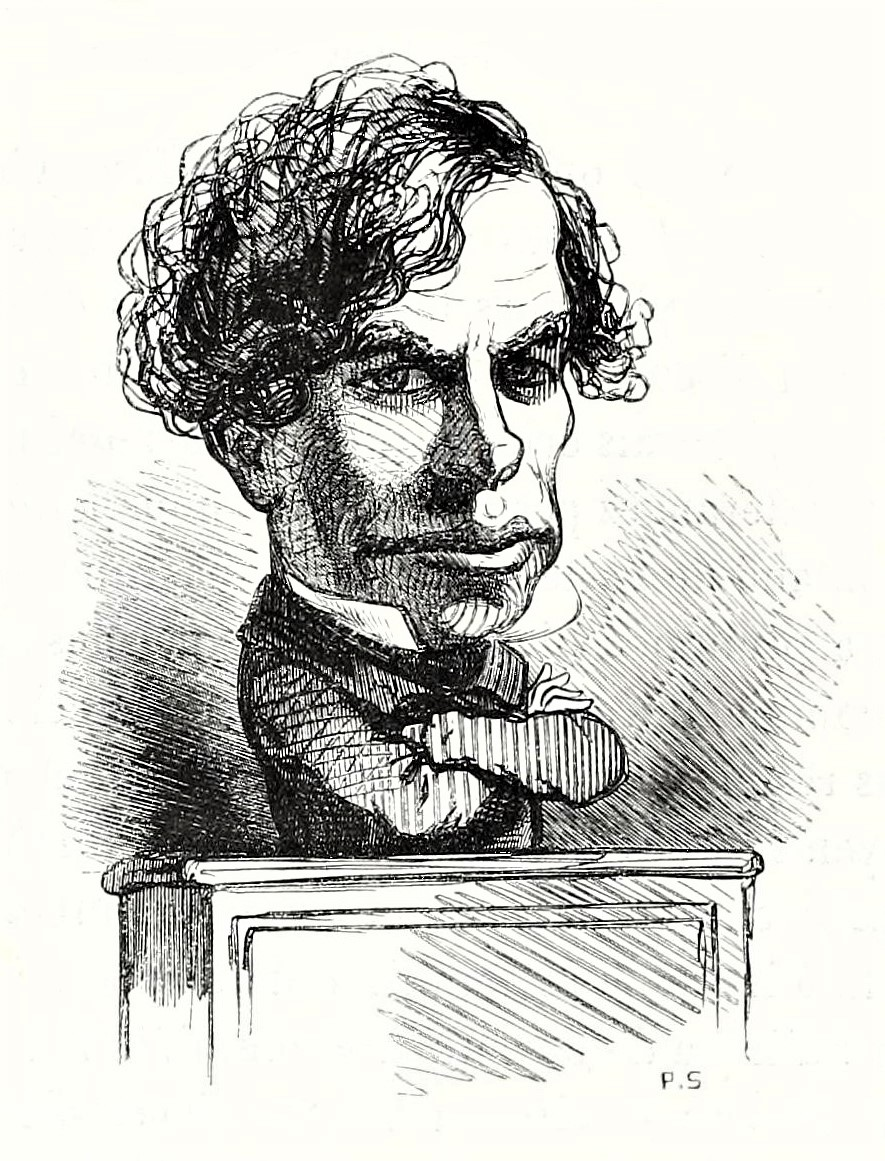
Amédée de Noé karikatúrája (1850)

1848-ban Charente-Maritime képviselője az alkotmányozó nemzetgyűlésben. Őszinte híve volt a köztársaságnak, és belügyminiszterként 1848 szeptember végétől december 20-ig Cavaignac jelöltségét támogatta III. Napóleonnal szemben. 1849. június 2-án ismét átvette a belügyminiszteri tárcát, de már október 31-én lemondott és a tengerészeti bizottság elnöke lett. III. Napóleon államcsínye után 1851-ben visszavonult a politikai élettől és csak ügyvédként működött.
1871 és 1873 között, valamint 1875-ben igazságügyi miniszter volt. A francia közigazgatási jog kidolgozásában jelentős mértékben vett részt. 1876-ban örökös szenátorrá választották,  márciusban Mac-Mahon elnök felkérésére új, mérsékelt liberális kormányt alakított. A képvelőház többsége azonban radikális politikát sürgetett, amiért ő ugyanazon év december 12-én beadta lemondását. A Broglie–Fourtou reakciós kormány idején a köztársaság iránt tanúsított hűsége miatt ismét annyira megnőtt népszerűsége, hogy Mac-Mahon Broglie bukása után 1877. december 13-án Dufaure-ra bízta az új kormány alakítását. Mac-Mahon lemondása után Dufaure az antiklerikális képviselői többséggel nem értett egyet, ezért beadta lemondását Grévy elnöknek. Azután a szenátusban vezette a konzervatív köztársaság híveit. Mint magánember is köztiszteletnek örvendett.

## Kapcsolódó szócikk
- Franciaország miniszterelnökeinek listája

| Elődje: Louis Jules Trochu | Franciaország kormányfője 1871. február 19. – 1873. május 24. | Utódja: Albert de Broglie |

| Elődje: Louis Buffet | Franciaország kormányfője 1876. február 23. – 1876. december 12. | Utódja: Jules Simon |

| Elődje: Gaëtan de Rochebouët | Franciaország kormányfője 1877. december 13. – 1879. február 4. | Utódja: William Henry Waddington |